# Cyrtodactylus brevidactylus
Cyrtodactylus brevidactylus là một loài thằn lằn trong họ Gekkonidae. Loài này được Bauer mô tả khoa học đầu tiên năm 2002. Chúng là loài đặc hữu của vùng Mandalay (Myanmar).